# Џо Инглс
Џозеф Хауарт Инглс (енгл. Joseph Howarth Ingles; Аделејд, Јужна Аустралија, 2. октобар 1987) аустралијски је кошаркаш. Игра на позицијама бека и крила, а тренутно наступа за Минесота тимбервулвсе.

## Биографија
Сениорску каријеру започео је 2006. године у клубу Саут драгонси из Мелбурна у коме се задржао три сезоне и освојио аустралијско првенство 2008/09, а играјући за њих је 2007. добио и признање за рукија године. Од старта сезоне 2009/10. преселио се у шпански клуб Гранада, у чијим редовима је остао до новембра 2010. и преласка у Барселону. У Барселони је играо до јуна 2013. и са њом је освојио пет националних трофеја — два првенства, два купа и један суперкуп. У јулу 2013. потписао је за израелски Макаби из Тел Авива, где проводи једну сезону у којој је освојио Евролигу, као и трофеје у националном првенству и купу. Крајем септембра 2014. потписао је предсезонски уговор са Лос Анђелес клиперсима, али је након мање од месец дана отпуштен. Ипак само два дана након што су га Клиперси отпустили, потписао је уговор са Јута џезом.
Члан је репрезентације Аустралије са којом је два пута освајао Океанијско првенство. Такође је забележио и наступе на Летњим олимпијским играма 2008. и 2012, као и на Светским првенствима 2010. и 2014. године.

## Успеси

### Клупски
- Саут дрегонси:
  - Првенство Аустралије (1): 2008/09.
- Барселона:
  - АЦБ лига (2): 2010/11, 2011/12.
  - Куп Шпаније (2): 2011, 2013.
  - Суперкуп Шпаније (1): 2011.
- Макаби Тел Авив:
  - Евролига (1): 2013/14.
  - Првенство Израела (1): 2013/14.
  - Куп Израела (1): 2014.

### Репрезентативни
- Олимпијске игре:  2020.
- Океанијско првенство:  2011, 2013,  2009.

### Појединачни
- Руки године Првенства Аустралије: 2007.